# Biblioteka Narodowa Rumunii
Biblioteka Narodowa Rumunii – biblioteka narodowa Rumunii w Bukareszcie.

## Historia
Za początki Rumuńskiej Biblioteki Narodowej uznaje się powstanie w 1838 roku Biblioteki Kolegium św. Sawy w Bukareszcie. W 1859 roku uzyskała ona status biblioteki narodowej, chociaż nazwę zmieniano z Biblioteki Narodowej na Bibliotekę Centralną. W latach 1864–1901 funkcjonuje jako Centralna Biblioteka publiczna. Po tym okresie zbiory zostały przekazane do Biblioteki Akademii Rumuńskiej, która ma status biblioteki narodowej. W 1955 roku została utworzona Centralna Biblioteka Ludowej Republiki Rumunii, która pełniła rolę głównej biblioteki publicznej kraju. Po upadku komunizmu na początku stycznia 1990 roku Centralna Biblioteka Państwowa stała się Biblioteką Narodową Rumunii.

## Egzemplarz obowiązkowy
Ustawa o egzemplarzu obowiązkowym z 1995 roku nakłada na wszystkich wydawców w Rumunii obowiązek przesyłania 7 egzemplarzy każdego wydawnictwa do Biblioteki Narodowej. Ta ma prawo do zachowania dwóch w swojej kolekcji, a pozostałe pięć przesyła do innych bibliotek w kraju. Na podstawie otrzymanych egzemplarzy Biblioteka narodowa sporządza bibliografię wydawnictw krajowych. Brak jednak systemu nadzoru powoduje niedopełnianie obowiązku przesyłania egzemplarzy obowiązkowych przez rumuńskich wydawców.

## Budynek
Siedzibą biblioteki w latach 1956–2012 była neoklasycystyczna siedziba Giełdy Papierów Wartościowych zbudowana w 1912 roku. Po procesie sądowym budynek w 2008 roku odzyskała Izba Handlowa w Bukareszcie.
Budowę obecnej siedziby Biblioteki rozpoczęto w 1986 roku z reżimu Nicolae Ceaușescu. Latem 1989 roku nastąpiło otwarcie nieukończonego gmachu, Ceaușescu przeciął wstęgę, a na frontonie umieszczono datę 1989. Po upadku reżimu częściowo ukończony budynek stał nieużywany. Władze Rumunii w 2009 roku podjęły decyzję o dokończeniu budowy. Zmieniono zewnętrzny wygląd budynku, a przetarg na ukończenie prac wygrała firma Aedificia Carpați. Rząd uzyskał na ten cel 20-letnią pożyczkę w wysokości 12 894 627 euro z Banku Rozwoju Rady Europy. W grudniu 2011 roku nowa siedziba biblioteki została oficjalnie otwarta. Gmach ma kilka pięter, ruchome schody i szklane windy.